# Phyllanthus oblanceolatus
Phyllanthus oblanceolatus là một loài thực vật có hoa trong họ Diệp hạ châu. Loài này được J.T.Hunter & J.J.Bruhl miêu tả khoa học đầu tiên năm 1996.